# پی ای‌سی کرسکو
پی ای‌سی کرسکو (به انگلیسی: PAC_Cresco) یک هواگرد ملخ‌پیشین تک‌موتوره از نوع توربوپراپ ساخت شرکت Pacific Aerospace Corporation. است. هواگرد پی ای‌سی کرسکو نخستین پروازش را در ۲۸ فوریه ۱۹۷۹ میلادی انجام داد.